# Польское энтомологическое общество
Польское энтомологическое общество (пол. Polskie Towarzystwo Entomologiczne) — польское научное общество, основанное в 1923 году во Львове. Общество стало преемником энтомологического отделения Польского общества естествоиспытателей имени Коперника (пол. Polskie Towarzystwo Przyrodników im.Kopernika) и до 1965 года носило название Польский энтомологический союз (пол. Polski Związek Entomologiczny). Первым председателем Общества был избран доктор наук, профессор Сигизмунд Мокржецкий (1923—1936 гг.).
Согласно Уставу, целью Общества является развитие научно-исследовательской деятельности в области энтомологии, популяризация её достижений и их использование в экономике страны; работа по охране вымирающих видов насекомых; воспитание и повышение квалификации научных кадров в области энтомологии.
В состав Общества входят 8 территориальных филиалов и 9 научных секций.
Общество организует национальные и региональные конференции, симпозиумы и съезды, посвященные энтомологическим проблемам.
С 1969 года началась публикация информационного бюллетеня, который в 1980 году был преобразован в ежеквартальник «Энтомологические новости» (пол. Wiadomości Entomologiczne). Издание публикует обзорные и дискуссионные научные статьи, основной темой которых является энтомология, а также методологические, историографические (в том числе биографические) статьи. Кроме того, в приложениях к ежеквартальнику печатаются материалы организуемых Обществом конференций.
Председателем Общества является доктор наук Paweł Sienkiewicz.
Актуальная информация о деятельности Общества публикуется на сайте www.pte.au.poznan.pl.